# Esayan Ermeni Okulu
Esayan Ermeni Okulu (armenisch Էսայեան Վարժարան Essajean Warscharan, wiss. Transliteration Êsayean Varžaran, Özel Esayan Ermeni İlkokulu, Ortaokulu ve Lisesi dt.: „Private armenische Grund-, Sekundar- und Oberschule Esayan“, en.: Esayian Varjaran) ist eine armenische Schule im Istanbuler Stadtteil Beyoğlu. Sie wurde 1895 gegründet und bietet Grund-, Sekundar- und Oberschulbildung an.

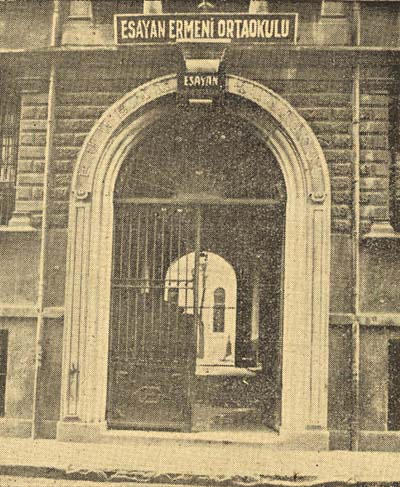
Historische Aufnahme des Schulportals

Die Schule führte 1913 Koedukation ein. Sie wurde während des Ersten Weltkriegs als Lazarett genutzt. Nach dem Völkermord an den Armeniern nahm die Schülerzahl stark ab. 1921 beherbergte das Gebäude das erste moderne Labor der Türkei, 1922 wurde es als Waisenhaus genutzt, 1923 nahm die Schule den Unterricht wieder auf.

## Persönlichkeiten
- Agop Ayvaz, Theaterschauspieler, Schriftsteller
- Haiganouche Mark (1883–1966), Frauenrechtlerin, Schriftstellerin
- Vahram Papazyan, Schauspielerin
- Hermine Kalustyan (1914–1989), Mathematikerin
- Anahit Yulanda Varan (Madam Anahit)  (1917–2003), Musikerin
- Hayko Bağdat (* 1976), Schriftsteller